# Right Place, Wrong Time
Right Place, Wrong Time — студійний альбом американського блюзового музиканта Отіса Раша, що вийшов 1976 року на лейблі Bullfrog. 1978 року альбом був номінований на премію «Ґреммі». Альбом занесений до Зали слави блюзу.

## Про альбом
Цей альбом був записаний під час сесії, що відбулась у лютому 1971 року на студії Wally Heider Studios в Сан-Франциско, штат Каліфорнія. У записі взяли участь різні сесійні музиканти, зокрема Джон Вілмет, Марк Нафталін (раніше грав в гурті Пола Баттерфілда), Дуг Кіллмер, Джон Кан. Альбом включає десять пісень, серед яких заголовна «Right Place, Wrong Time», «Natural Ball» Альберта Кінга, «Lonely Man» Літтла Мілтона та «Rainy Night In Georgia» Тоні Джо Вайта. Продюсером цього альбому виступив музикант Нік Гравенітес (також колишній учасник гурту Баттерфілда), який до цього у 1969 році спродюсував (спільно з Майком Блумфілдом) дебютний альбом Раша Mourning in the Morning для лейблу Cotillion.
Первісно альбом записувався для лейблу Capitol Records, однак його випуск був скасований. Він вийшов лише через 5 років на лейблі Bullfrog.

## Визнання
1978 року на 20-й церемонії нагородження премії «Ґреммі» альбом був номінований в категорії «Найкращий запис етнічної або народної музики». 1989 року альбом був включений до Зали слави блюзу (в категорії «Класичний блюзовий запис — альбом»).

## Список композицій
1. «Tore Up» (Айк Тернер, Ральф Басс) — 3:17
2. «Right Place, Wrong Time» (Отіс Раш) — 5:24
3. «Easy Go» (Отіс Раш) — 4:41
4. «Three Times a Fool» (Отіс Раш) — 3:11
5. «Rainy Night in Georgia» (Тоні Джо Вайт) — 3:55
6. «Natural Ball» (Альберт Кінг) — 3:30
7. «I Wonder Why» (Мел Лондон) — 4:41
8. «Your Turn to Cry» (Дедрік Мелоун, Джил Кепл) — 3:35
9. «Lonely Man» (Мілтон Кемпбелл, Робер Лайонс) — 2:50
10. «Take a Look Behind» (Отіс Раш) — 5:40

## Учасники запису
- Отіс Раш — вокал, гітара
- Джон Вілмет — труба
- Гарт Мак-Ні — альт-саксофон
- Рон Столлінгс — тенор-саксофон
- Фред Бертон — ритм-гітара
- Марк Нафталін — фортепіано
- Айра Камін — орган
- Дуг Кіллмер, Джон Кан — бас-гітара
- Боб Джонс — ударні

Технічний персонал
- Нік Гравенітес, Отіс Раш — продюсер
- Стівен Барнкард — інженер
- Дік Шурмен — текст до платівки
- Майкл Фей — дизайн обкладинки
- Емі О'Ніл — фотографії